# Grynpipig ost

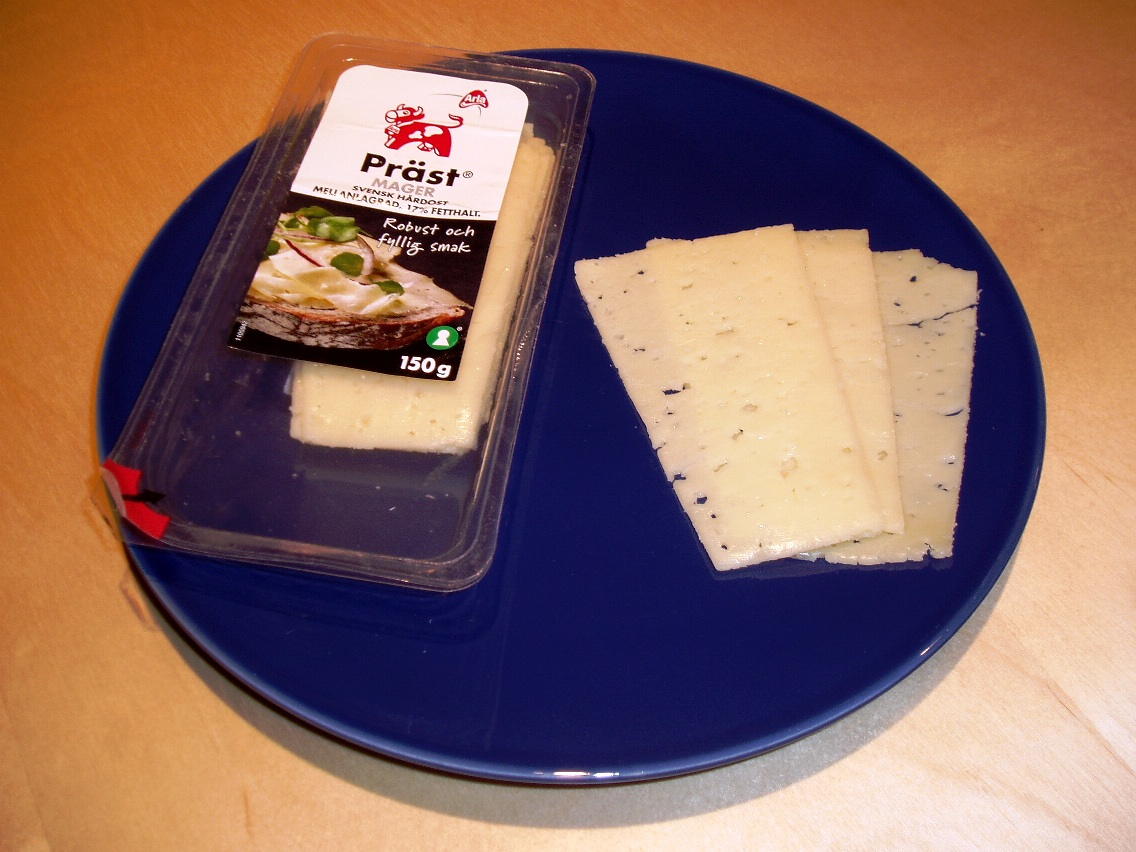
Prästost är en grynpipig ost.

Grynpipig ost innebär att ostens pipor, hålrum, är många och små, som gryn, exempelvis Prästost, Svecia och Västerbottensost.